# 安全咨询意见
安全咨询意见 （英語：Security Advisory Opinion，缩写：SAO），又称华盛顿特别许可（英語：Washington Special Clearances），是美利坚合众国在遭受911恐怖袭击后，国务院和驻外机构新增的一项用来决定是否向美国签证申请人发放签证的处理流程。该流程将需要进一步审查的签证材料上送至总部位于华盛顿哥伦比亚特区的美国国务院，以便调查申请人是否有间谍行为、恐怖主义背景或意图向美国境外输送管制技术的倾向。